# مت رابینسون
مت رابینسون (انگلیسی: Mat Robinson؛ زادهٔ ۲۰ ژوئن ۱۹۸۶) بازیکن هاکی روی یخ اهل کانادا است.